# ماخناتکا
ماخناتکا (به لاتین: Machnatka) یک روستا در لهستان است که در گمینا بوندوو واقع شده‌است. ماخناتکا ۱۴۰ نفر جمعیت دارد و ۱۷۵ متر بالاتر از سطح دریا واقع شده‌است.